# CStar
CStar è un canale televisivo francese edito dal gruppo Canal+, proprietario anche di C8.

## Storia

### Europe 2 TV
Le trasmissioni sono iniziate il 17 ottobre 2005, con programmi musicali, anime e serie tv indirizzate a un pubblico giovane. L'ultimo programma trasmesso da Europe 2 TV è stato il videoclip Happy Ending di Mika alle 23:56 del 31 dicembre 2007. Alla mezzanotte del 1º gennaio 2008 viene sostituito da Virgin 17.

### Virgin 17
Con un video introduttivo, seguito dal videomessaggio di Richard Branson, parte il 1º gennaio 2008 Virgin 17 che, per quanto riguarda il palinsesto, mantiene la linea del predecessore Europe 2 TV, risultando quindi diverso dall'italiana Virgin Radio TV, maggiormente incentrata sulla musica. Termina le trasmissioni in data 31 agosto 2010.

### Direct Star
Alla mezzanotte del 1º settembre 2010 cominciano le trasmissioni di Direct Star, con il videoclip Alejandro di Lady Gaga. A differenza di Europe 2 TV e Virgin 17, che erano sotto la proprietà del Gruppo MCM, questo canale è nelle mani del gruppo Bolloré, già proprietario di Direct 8. Oltre alla programmazione musicale, si aggiungono alcuni programmi che nel nome contengono la parola star, come Morning Star, trasmesso dalle sette alle nove del mattino dal lunedì al venerdì, o Star Story, entrambi diffusi anche su D17. Il 7 ottobre 2012 lascia il posto a D17.

### D17
Alle 20:45 del 7 ottobre 2012 il canale cambia il nome in D17, passando nelle mani del gruppo Canal+. Dopo un video introduttivo, il primo programma trasmesso è stato un episodio della serie televisiva Dead Zone (sono stati tre gli episodi andati in onda durante la serata). Il canale ha ereditato alcune trasmissioni dall'ex Direct 8 e Direct Star e manda in replica anche programmi andati in onda su D8 (Amazing Race e Nouvelle Star).

### CStar
Nel settembre 2015, Vincent Bolloré annuncia che i canali in chiaro D17, D8 e I-Télé avrebbero subito un rebrand, diventando  rispettivamente CStar, C8 et CNews. Il cambio è avvenuto il 5 settembre 2016.

## Programmi

### Musicali
- Top 80
- Top 90
- Top 2000
- Top Clip
- Top Club
- Top CStar
- Top France

#### Notti musicali
- Nuit Electro
- Nuit Live
- Nuit Rap
- Nuit Rock

### Serie TV
- Dead Zone
- Dragon Ball Z
- Fairy Tail
- One Piece
- Saint Seiya Ω
- Friends
- Pretty Little Liars

### Intrattenimento
- Le Zap
- Le Zap Choc
- Les démolisseurs de l'extrême
- Les pires moments
- Pimp My Ride
- Chicago Fire

## Diffusione
CStar è diffusa in chiaro sulla tv digitale terrestre francese al numero 17, mentre la copertura satellitare è garantita dal suo posizionamento su Hotbird, Atlantic Bird 3 e Astra. È inserito anche nell'offerta di Canal al numero 64, invece Numericable posiziona il canale al numero 40.